# エンゲージプリンセス〜眠れる姫君と夢の魔法使い〜
『エンゲージプリンセス〜眠れる姫君と夢の魔法使い〜』（エンゲージプリンセス ねむれるひめぎみとゆめのまほうつかい）はドワンゴによって配信・運営されていたブラウザゲーム。2019年4月1日サービス開始。基本プレイ無料（アイテム課金制）。略称は『エンプリ』。
2019年9月30日をもってサービス終了。

## 概要
電撃文庫の25周年記念タイトルとして、ストレートエッジとの協業で企画された新規IPによるブラウザ向けRPG。
VRゲームアプリ『エンゲージプリンセス』の世界と夢の世界が混在した「夢世界メアトピア」を舞台としており、NPCである「ナイトメア」との交流を重ねながら、ダンジョン「レムリア城」を攻略するという内容。
2019年7月19日に同年の9月30日をもってサービスを終了することが発表され、発表同日のニコニコ生放送の配信番組においてドワンゴ専務取締役で本作の総監督・開発責任者の栗田穣崇によりサービス終了についての説明が行われた。

## あらすじ
2018年の秋葉原。
VRゲームアプリ『エンゲージプリンセス』を起動した主人公は、システムメッセージを担当するNPCのレムレスが実体化する様子を目の当たりにする。
主人公は、レムレスからゲームの世界と夢の世界が混ざった場所にいることを知らされる。

## 登場人物

### メインキャラクター
レムレス
声 - 三澤紗千香
年齢：不明、誕生日：不明、身長：151cm
『エンゲージプリンセス』のシステムメッセージを担当するNPC。実体化後は、主人公らの旅に同行する。
マーリン
声 - 日高里菜
年齢：不明、誕生日：君と同じ、身長：150cm
主人公の夢から生まれたナイトメアで、主人公に対し姉のようにふるまう。
ベアトリス
声 - 千本木彩花
年齢：17歳、誕生日：不明、身長：167cm
主を求める女騎士。
ネムネム
声 - 藤田茜
年齢：12歳、誕生日：9月3日、身長：142cm
猫耳の生えた魔法少女。魔力が多い反面寝てばかりいる。
クラリッサ
声 - 上坂すみれ
年齢：17歳、誕生日：3月3日、身長：155cm
精霊使いの見習い。音痴であり、精霊の使役に必要な「素敵な歌声」のために主人公らの旅に同行する。

### その他のキャラクター
藍姫
声 - 島袋美由利
年齢：15歳、誕生日：6月28日、身長：154cm
赤井りぼん
声 - 高木友梨香
年齢：15歳、誕生日：9月7日、身長：156cm
アデリー
声 - 諏訪ななか
年齢：16歳、誕生日：6月29日、身長：162cm
アムリタ
声 - 赤﨑千夏
年齢：16歳、誕生日：2月11日、身長：165cm
新垣あやせ
声 - 早見沙織
年齢：15歳、誕生日：不明、身長：166cm
アンティ
声 - 桃河りか
年齢：14歳、誕生日：9月25日、身長：140cm
イザベル
声 - 夏吉ゆうこ
年齢：14歳、誕生日：9月9日、身長：154cm
イズナ
声 - 音羽里奏
年齢：4歳、誕生日：1月1日、身長：98cm
イルシア
声 - 小池理子
年齢：13歳、誕生日：3月5日、身長：157cm
イングリド
声 - 仲谷明香
年齢：17歳、誕生日：1月1日、身長：164cm
宇佐愛子
声 - 井上ほの花
年齢：13歳、誕生日：4月12日、身長：150cm
USA-CO
声 - 阿澄佳奈
年齢：17歳、誕生日：11月3日、身長：162cm
ウルディ
声 - 悠木碧
年齢：18歳、誕生日：未定、身長：163cm
オリヒメ
声 - 伊瀬茉莉也
年齢：15歳、誕生日：12月3日、身長：156cm
カジカ
声 - 水橋かおり
年齢：14歳、誕生日：6月29日、身長：156cm
春日藤乃
声 - 黒沢ともよ
年齢：16歳、誕生日：10月10日、身長：158cm
カレン
声 - 今野優月
年齢：15歳、誕生日：6月17日、身長：159cm
黒猫
声 - 花澤香菜
年齢：16歳、誕生日：4月20日、身長：155cm
黒姫
声 - 花守ゆみり
年齢：12歳、誕生日：2月22日、身長：145cm
グロリア
声 - 楠木ともり
年齢：18歳、誕生日：5月26日、身長：160cm
クロンカイト
声 - 佐藤舞
年齢：14歳、誕生日：10月20日、身長：155cm
高坂桐乃
声 - 竹達彩奈
年齢：15歳（原作12巻時点）、誕生日：4月8日、身長：165cm
高坂桐乃（ツンver.）
声 - 竹達彩奈
年齢：14歳（原作1巻時点）、誕生日：4月8日、身長：165cm
桜姫
声 - 中原麻衣
年齢：20歳、誕生日：4月28日、身長：163cm
サフィ
声 - 中島優衣
年齢：14歳、誕生日：6月6日、身長：152cm
シトリン
声 - 桐生朱音
年齢：13歳、誕生日：3月3日、身長：150cm
シャルム
声 - 庄子裕衣
年齢：14歳、誕生日：8月11日、身長：155cm
ジュリアン
声 - 本多真梨子
年齢：17歳、誕生日：不明、身長：163cm
白姫
声 - 夏川椎菜
年齢：12歳、誕生日：2月22日、身長：146cm
シンシア
声 - 山下琴美
年齢：12歳、誕生日：11月25日、身長：155cm
鈴原冬子
声 - 桑原苑美
年齢：18歳、誕生日：2月24日、身長：168cm
ステーシー
声 - 中臣真菜
年齢：15歳、誕生日：不明、身長：162cm
セツナ
声 - 仙台エリ
年齢：12歳、誕生日：6月13日、身長：148cm
ゼノ
声 - 氷青
年齢：進化前70歳、進化後17歳、誕生日：12月30日、身長：164cm
ゼノビア
声 - 甲斐田裕子
年齢：22歳、誕生日：2月2日、身長：171cm
ゼンラ
声 - 松岡由貴
年齢：16歳、誕生日：4月22日、身長：160cm
碧姫
声 - 戸松遙
年齢：16歳、誕生日：5月4日、身長：162cm
チャコ
声 - 吉咲みゆ
年齢：15歳、誕生日：4月6日、身長：154cm
チュチュ
声 - 佐久間紅美
年齢：18歳、誕生日：6月22日、身長：160cm
月白雪花
声 - 安済知佳
年齢：13歳、誕生日：12月24日、身長：146cm
ティアマト
声 - 真田アサミ
年齢：18歳、誕生日：7月29日、身長：173cm
トレンチーノ
声 - 山内捺生
年齢：4歳、誕生日：8月7日、身長：99cm
ネオン
声 - 渋谷彩乃
年齢：14歳、誕生日：7月10日、身長：152cm
ノンナ
声 - 東郷しえり
年齢：18歳、誕生日：5月13日、身長：160cm
パティ
声 - 早瀬莉花
年齢：14歳、誕生日：5月10日、身長：161cm
パルフェリア
声 - 八島さらら
年齢：12歳、誕生日：君と出会った日、身長：145cm
パレット
声 - 田村ゆかり
年齢：17歳、誕生日：2月3日、身長：170cm
フィーヤ
声 - 青戸浩香
年齢：10歳、誕生日：2月24日、身長：142cm
フォルテ
声 - 豊口めぐみ
年齢：19歳、誕生日：8月9日、身長：172cm
プラネタ
声 - 大久保瑠美
年齢：15歳、誕生日：9月12日、身長：161cm
プルチネラ
声 - 渡辺理沙
年齢：17歳、誕生日：9月24日、身長：157cm
フローレス
声 - 岡嶋妙
年齢：19歳、誕生日：5月12日、身長：165cm
フロレンティア
声 - 小林ゆう
年齢：16歳、誕生日：5月12日、身長：162cm
紅姫
声 - 吉田仁美
年齢：17歳、誕生日：7月31日、身長：168cm
ベル
声 - 篠原知江
年齢：16歳、誕生日：5月9日、身長：142cm
星くず☆うぃっちメルル
声 - なし
年齢：10歳、誕生日：4月1日、身長：不明
星野きらら
声 - 田村ゆかり
年齢：20代（年齢不詳）、誕生日：不明、身長：不明
マツリカ
声 - 川田ひろ子
年齢：15歳、誕生日：5月8日、身長：154cm
マドレーヌ
声 - 大橋彩香
年齢：13歳、誕生日：不明、身長：156cm
マフィー
声 - 伊藤寿江
年齢：10歳、誕生日：不明、身長：140cm
マラッカ
声 - 石飛恵里花
年齢：15歳、誕生日：不明、身長：159cm
マルタ
声 - 山本彩乃
年齢：15歳、誕生日：6月7日、身長：158cm
マルット
声 - 木野日菜
年齢：12歳、誕生日：1月25日、身長：150cm
御陵蘭
声 - 高橋李依
年齢：14歳、誕生日：5月18日、身長：164cm
御園あいり
声 - 木村文香
年齢：17歳、誕生日：6月25日、身長：154cm
ミラ
声 - 白石晴香
年齢：17歳、誕生日：11月11日、身長：166cm
メリザンド
声 - 洲崎綾
年齢：17歳、誕生日：3月3日、身長：156cm
メリンダ
声 - 朝井彩加
年齢：20歳、誕生日：8月10日、身長：172cm
メルディ
声 - 石川由依
年齢：15歳（見た目の年齢）、誕生日：君と同じ、身長：不明
ユディト
声 - 大西沙織
年齢：21歳、誕生日：12月10日、身長：160cm
ユニ
声 - 青戸浩香
年齢：5歳、誕生日：1月1日、身長：105cm
ラーラ
声 - 武石あゆ実
年齢：18歳、誕生日：3月15日、身長：171cm
ライカ
声 - 佐藤聡美
年齢：12歳、誕生日：8月19日、身長：150cm
ラット
声 - 柳木みり
年齢：14歳、誕生日：不明、身長：147cm
リーネス
声 - 斎藤千和
年齢：17歳（見た目の年齢）、誕生日：2月9日、身長：162cm
リオン
声 - 相良茉優
年齢：10歳、誕生日：4月10日、身長：142cm
リッド
声 - 伊藤未帆
年齢：18歳、誕生日：4月5日、身長：165cm
リンリン
声 - 小日向茜
年齢：4歳、誕生日：6月6日、身長：96cm
ルヴィ
声 - 富沢恵莉
年齢：14歳、誕生日：4月4日、身長：151cm
ルーチェ
声 - 岡咲美保
年齢：10歳、誕生日：3月30日、身長：142cm
ルーラ
声 - 平野夏美
年齢：12歳、誕生日：9月15日、身長：145cm
ルノーネ
声 - 徳井青空
年齢：17歳、誕生日：9月1日、身長：153cm
レオ
声 - 白石涼子
年齢：16歳、誕生日：4月22日、身長：163cm

### 歌姫（DIVA）
以下の3名は、4つのエリアで構成された「夢世界メアトピア」のうち、3つのエリアを創造した女神達。
恋神ウルリラ
声 - 竹達彩奈
恋と創作の世界「電気街エリア」を創った女神。
星神パステル
声 - 田村ゆかり
歌と精霊の世界「アイドルエリア」を創った女神。
魔神アタラク
声 - 早見沙織
剣と魔法の世界「ファンタジーエリア」を創った女神。

## 用語
歌姫（DIVA）システム
バトル中にスクリプトを使用したりダメージを受けると、画面下部にある「歌姫（DIVA）ゲージ」が増加する。これが溜まるとパーティーリーダーのヒロインに割り当てられている「歌姫（DIVA）」を呼び出せ、持ち歌を歌ってもらう事で、バトルを有利に導く特別効果を発揮する。この瞬間からバトル中のBGMが専用の持ち歌に変わる。

## スタッフ
- 総監督・開発責任者 - 栗田穣崇
- プロデューサー - 吉澤純一
- ディレクター - 保井俊之
- シナリオ - 伏見つかさ
- 美術 - かんざきひろ

## 漫画版
公式コミカライズ『エンゲージプリンセス サイド・バイ・サイド』のタイトルで『電撃マオウ』2019年5月号より連載開始。作画担当はぺけ。

## プロモーション
原作とメインストーリーを担当する伏見つかさが同じく原作を務める『俺の妹がこんなに可愛いわけがない。』とのコラボレーションイベントの開催を記念し、2019年4月24日～26日に『俺の妹がこんなに可愛いわけがない。』『エロマンガ先生』のアニメ一挙放送がニコニコ動画で行われた。